# Santuario della Madonna degli Angeli (Sant'Elpidio a Mare)
Il santuario della Madonna degli Angeli è un edificio di culto italiano, sito a Sant'Elpidio a Mare.

## Storia
Si ritiene che il santuario e il conventino attiguo siano stati costruiti all'inizio del XIII secolo quando il culto a santa Maria degli Angeli fu iniziato da san Francesco d'Assisi. Ne sono testimoni i pochi affreschi rimasti nella Cappellina. L'opinione è confermata dalla presenza dei religiosi francescani fin dal 1242: il santuario venne costruito con l'intenzione di riprodurre la Porziuncola di Santa Maria degli Angeli in Assisi; a supporto di tale tesi vi è la discreta facciatina a culmine, la fascia intorno come cornicione e la festa in onore della Madonna degli Angeli che si celebra da tempo immemorabile alla vigilia del Perdono di Assisi il 1º agosto di ogni anno. La piccola edicola è circondata da una modesta costruzione che la raccoglie come in uno scrigno dal secolo XVI.
Il santuario fu subito oggetto di particolare culto e si pensò di affidare la custodia a dei religiosi per i quali si affiancò la costruzione di un modesto convento.  I pii pellegrinaggi con cortei religiosi si concludevano con solenni manifestazioni in onore di Maria Santissima. Il titolo del santuario nella lingua latina era "Divae Mariae Angelorum". Dal XVI secolo la custodia fu affidata agli Apostolini legati all'ordine fondato dal beato Placido da Foligno; un documento del 1584 conservato presso l'archivio comunale ne elenca i loro nomi e cognomi. Si attribuisce agli Apostolini la Venerata Preziosissima Immagine della Madonna, dipinta forse sopra un'immagine più antica e ritenuta di particolare valore artistico. La Santa Immagine si presenta al centro di uno splendido e artistico ornato: la Madonna tiene sulle braccia il Santo Bambino che ha in mano il globo terrestre.
I custodi del santuario fanno dipingere due tele ora collocate ai due lati dell'alaatare maggiore; nella prima è rappresentata una schiera di angeli intorno alla Vergine che regge il Santo Bambino. Ai lati si osserva la figura di san Pietro e del beato Placido da Foligno. Nella seconda tela compare al centro Gesù, ai lati san Barnaba (patrono degli Apostolini) e santa Tecla Vergine convertita da san Barnaba e prima donna cristiana martire. Nella sagrestia si ammira una pittura in tempera che ripete la figura della Madonna attorniata da angeli e ai lati due santi.
Il 7 febbraio 1618 la custodia passò alla Comunità di Sant'Elpidio. Gregorio XIII emanò un decreto con il quale il santuario veniva posto alle dipendenze dell'Arciconfraternita della Misericordia. La custodia fu affidata ai padri francescani del Terzo Ordine che si trovarono in condizione di estrema povertà. La comunità donò due scudi, pane e un pagliericcio da restituire quando avrebbero avuto modo di riaverlo. I religiosi cedettero la custodia a degli eremiti il 12 agosto 1767. In seguito venne affidata al sacerdote Francesco Scoppa che dal 16 giugno 1784 coabitò con il vecchio eremita, ma solo nell'anno 1792 venne eletto custode effettivo dal municipio, compito che esercitò per 62 anni. Il nuovo custode incastonò la Santa Immagine della Vergine ad un artistico ornato in legno scolpito e dorato (1790). Curò il decoro del santuario e la stabilità dell'abitazione. I fedeli adornarono l'immagine, e posero ex voto alle pareti della Cappellina. Un documento dell'archivio comunale dichiarava che la Chiesa era la più frequentata per la Venerazione alla Santa Immagine. I fedeli adornarono l'immagine, e posero ex Voto alle pareti della cappellina. Il nuovo rettore, don Vincenzo Cammoranesi, curò con zelo il santuario, ottenne privilegi e indulgenze particolari. Con breve apostolico, Pio VI creò la Pia Unione dei Fedeli della Madonna degli Angeli e la Via Crucis. Il successore Nazzareno Pallotta, nominato il 22 maggio 1925, fece fondere due campane che pose in un'apposita architettura sopra il tetto del santuario. Gli successe il nipote Benedetto Berdini che fece restaurare la facciata, rivestì il pavimento di marmi preziosi e sistemò l'altare principale; dotò la chiesa e l'abitazione del custode di un impianto di riscaldamento.
La chiesa ospita all'esterno nella parete ovest un bassorilievo che raffigura un'aquila che si crede possa provenire dall'abbazia di Santa Croce al Chienti. Meritano menzione le opere  in legno donate e realizzate dall'artigiano Stefano Greci. Il 15 agosto 1898 il sacerdote Nazzareno Pallotta compose insieme ad un suo collaboratore un manoscritto visibile all'interno della chiesa dal titolo Ave Regina Angelorum che ricostruisce la storia del santuario, facendo menzione al suo uso e alla sua storia: "In questa Chiesa si venera l'Immagine di Maria Santissima degli Angeli dipinta al muro, che da tempo immemorabile fu ritenuta sempre prodigiosa, ne fanno fede i molti Voti che adornano le pareti della Sacra Cappella. Intorno alla storia della medesima niente si può dire di certo, mancando i relativi documenti, deperiti per l'incendio dell'Archivio comunale avvenuto nel secolo XV. Nel medesimo Comune, da alcuni Atti notarili redatti in data: 14 ottobre 1587, 6 febbraio 1584, 10 dicembre 1587, e 13 luglio 1590 si rileva, che prima della Bolla di Papa Innocenzo X, hanno tenuto questo luogo i Religiosi Apostolini; per qualche tempo, vi hanno dimorato i terziari di San Francesco; successivamente vi sono stati diversi Eremiti fino al 1792, epoca in cui la Chiesa fu affidata dal Municipio alla Custodia del Sacerdote Don Francesco Scoppa che la tenne fino all'anno 1825. Passo quindi alla custodia del sacerdote don Vincenzo Cammoranesi che vi dimorò 62 anni, essendo morto il 30 di gennaio all'età di 96 anni, attualmente è custodita dall'autore del Manoscritto. 
In detta chiesa e sotto il medesimo titolo, viene creata il 21 giugno 1816 una Pia Unione di Devoti utriusque sexus canonicamente eretta, mediante Rescritto della B. M. di Sua Eminenza Rema, per tributare maggiori ossequi alla Regina del Cielo. L'Unione fu arricchita di Indulgenze."